# モーベンバー

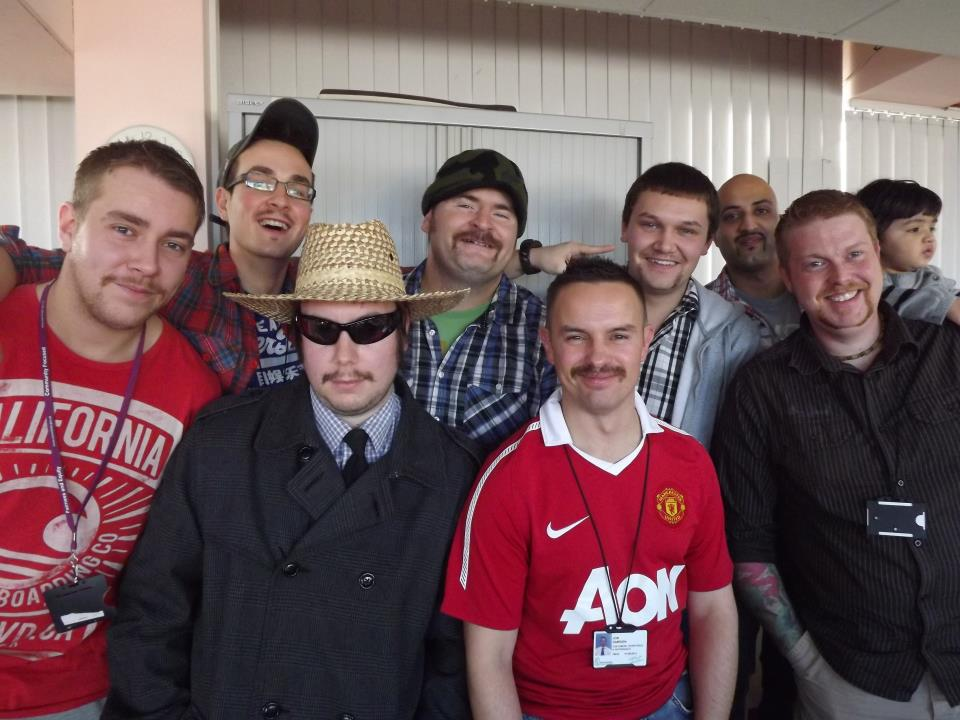
モーベンバーで伸ばした口髭をお披露目する男性たち

モーベンバー（英語: Movember、モーヴェンバー、モベンバーとも）は、オーストラリア英語で「口髭」を意味する単語の「mo」と「11月」を意味する「November」のかばん語であり、年に一度11月を通して、前立腺癌、精巣癌、男性の自殺といった男性の健康問題について意識を高めるために口髭を伸ばすイベントを指す。モーベンバー財団 (the Movember Foundation)がMovember.comを立ち上げてモーベンバー・チャリティーイベントを開催する。モーベンバーの目標は「男性の健康の様相を変える」ことである。
男性たちに関わってもらうようにすることで（このような男性たちのことをこの企画では「Mo Bros」と呼ぶ）、モーベンバーは癌の早期発見・診断や効果的な治療を増やし、最終的には予防で減らせる死亡を減らすことを目的としている。モーベンバー財団では、毎年のチェックアップのほかに、男性たちが家族歴に意識を向けることや、より健康なライフスタイルを選ぶことを促している。モーベンバーは口髭を運動の推進シンボルに据えて、前立腺癌、精巣癌、メンタルヘルスと自殺の予防という重要な三つの部門に注目を当てている。発足以来、モーベンバー財団は8億3700万ドルを集め、20か国以上の1200以上にわたるプロジェクトに助成してきている。
2004年以来、モーベンバー財団は、オーストラリアとニュージーランドで、前立腺癌やうつ病といった男性の健康問題への意識を高め基金を募るイベントを運営している。2007年には、アイルランド・カナダ・チェコ・デンマーク・エルサルバドル・スペイン・英国・イスラエル・南アフリカ・台湾・米国でもイベントが開かれた。2011年の時点で、カナダがすべての国のうちで最もモーベンバー運動に貢献している国となっている。2010年にはモーベンバーはTacheback (en:Tacheback)という精巣癌のイベントと合流した。
2012年には、Global Journalはモーベンバーを世界のNGOのトップ100の一つに挙げている。

## 歴史

### 起源
オーストラリアのSeven Nightly Newsは1999年に、サウスオーストラリア州アデレードの若い男性のグループが「モーベンバー」という言葉を作り出して11月の一か月間ずっと口髭を伸ばすチャリティ活動をしようというアイディアを出したことを報じた 。この報道では、アデレードを本拠とする「モーベンバー委員会」のメンバーが、モーベンバーのアイデアをある晩パブでいかにして思いついたかを説明していた。このグループはアデレード在住の男性80人から始まり、すぐに全国的な現象になった。彼らには、「Growing whiskers for whiskers（髭のために髭を伸ばそう）」という定義でTシャツを売ることで英国動物虐待防止協会のために寄付金を募る目的もあった.。
2004年、メルボルンの別の男性30人のグループが、前立腺癌と男性のうつ病に対する関心を呼び起こす目的で30日間口髭を伸ばすイベントを企画した。この運動は、Adam Garone、Travis Garone、Luke Slattery、Justin (JC) Coughlinがほかの友人ら26人を誘って、口髭を伸ばす流行を「呼び戻そう」という要望のもと始めたものである。翌年、500人近い人々が、豪州前立腺癌財団 (en:Prostate Cancer Foundation of Australia)への寄付として4万ドル以上を集めた。これは当時、同財団が得た寄付金のうちで最大額のものであった。このグループは、のちにモーベンバー財団になった。モーベンバー運動を始めてから3年後、この組織はオーストラリアの公的寄付金事業として認められるようになった。
これ以来モーベンバー財団は、南アフリカとヨーロッパに広がり、さらに2006年に北アメリカにも広がって、世界中で1億7400万ドルの寄付金を集めた。2009年に、モーベンバーは米国で寄付金事業としての公的なステータスを得た。2010年には、米国での参加者だけで750万ドルの寄付を得た.。2012年には、110万人の人たちが参加を表明し、寄付金は9500万ドルにも上った 。

### The Moscars

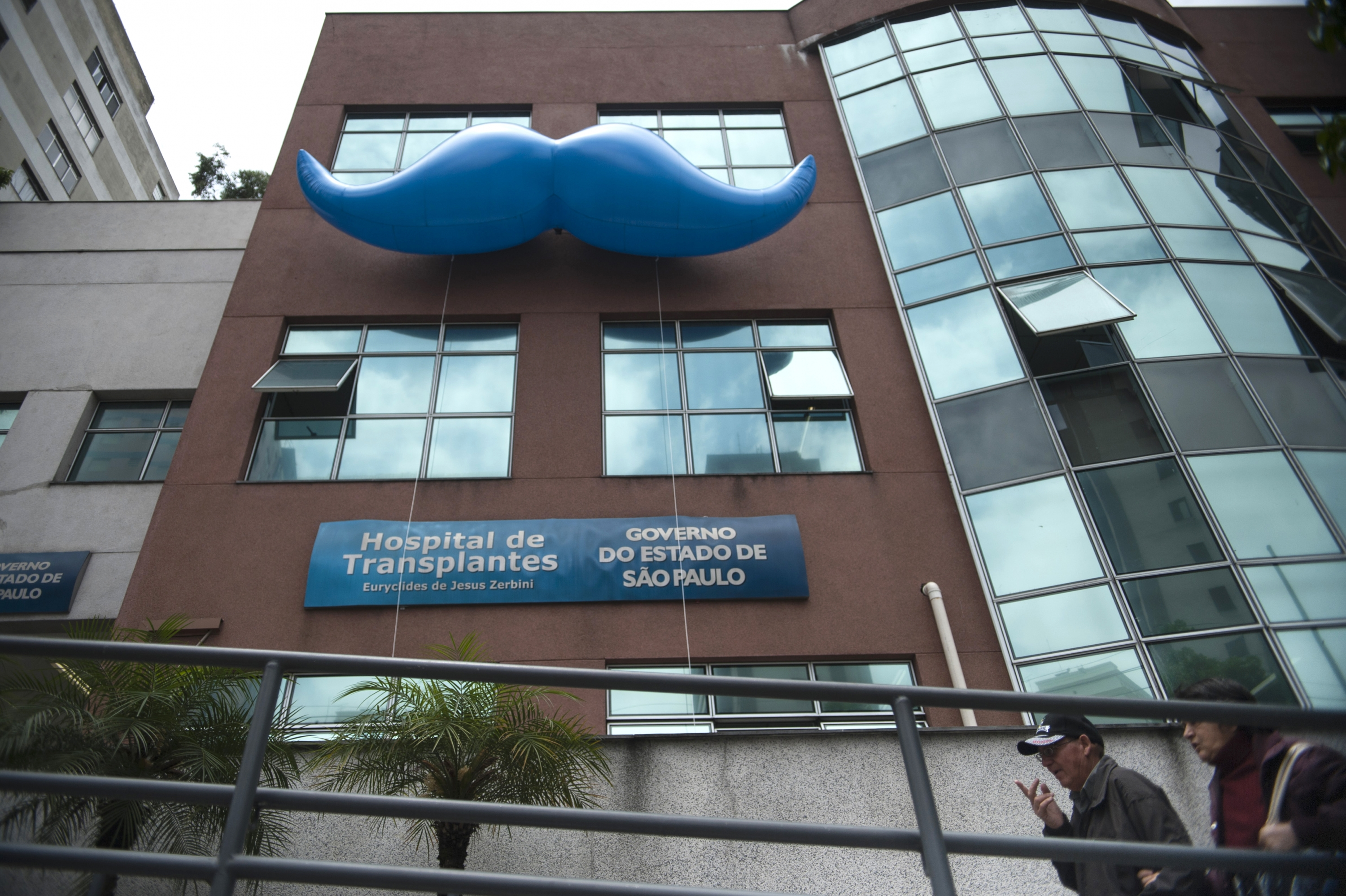
口髭型の風船を飾ったブラジルの病院、2013年11月

同財団では、ユーザー投稿による世界的ビデオコンテスト「The Moscars」を2010年に立ち上げた。モーベンバーに参加する人がこの運動に関わっていることを見てもらえるようにするためのものである。投稿は1本4分以上になってはならず、複数の部門で賞が与えられる。
2012年、審判長のStan Leeは、南アフリカのコメディデュオのDerick Watts & The Sunday Bluesのビデオ『The Movember Song』（カーリー・レイ・ジェプセンのヒット曲『Call Me Maybe』のパロディ）にThe Moscar賞を贈った。

### インターナショナル・マン・オブ・モーベンバー
インターナショナル・マン・オブ・モーベンバーは、世界中の自国での優勝者21人のうちから選ばれて栄冠を与えられ、まる一年間モーベンバーの顔となるものである。各国のマン・オブ・モーベンバーの優勝者はその本人の国で11月の末に行なわれるガラパーティで、審査員とファン両方の投票によって選ばれる。
最初のチャンピオンは2010年、ロンドンのMark Knightであった。南アフリカのAnton Taylorが2011年に優勝し、2012年はニュージーランドのChris Thwaitesがリボンを勝ち取った。2013年の栄冠はスウェーデンのTom Rickardに輝いた。

### 議論
2007年11月、ニュージーランドのウェリントンのスコッツ・カレッジで、卒業直前の学生数人が口髭を伸ばしたことによって学年末の賞の授与を禁じられ、更に大学は、3年生の学生1人が11月中に髭を伸ばしていたことに対して、NCEA試験（同国で中等教育を受ける資格を得るための試験）の受験をさせないと警告した。
2007年に、モーベンバー財団の事業が、オーストラリアの時事問題番組「Today Tonight」で取り上げられ、同財団が不釣り合いな額の運営資金を使っている点と理事の給金が高いことが問題にされた。オーストラリアでの2008年のモーベンバーキャンペーンの財政要約では、キャンペーン費用（運営費と募金費）が集まった総金額の8%となるよう定めた。2007年には、キャンペーン費用は集まった総金額の9%と定められていた。

## パートナー

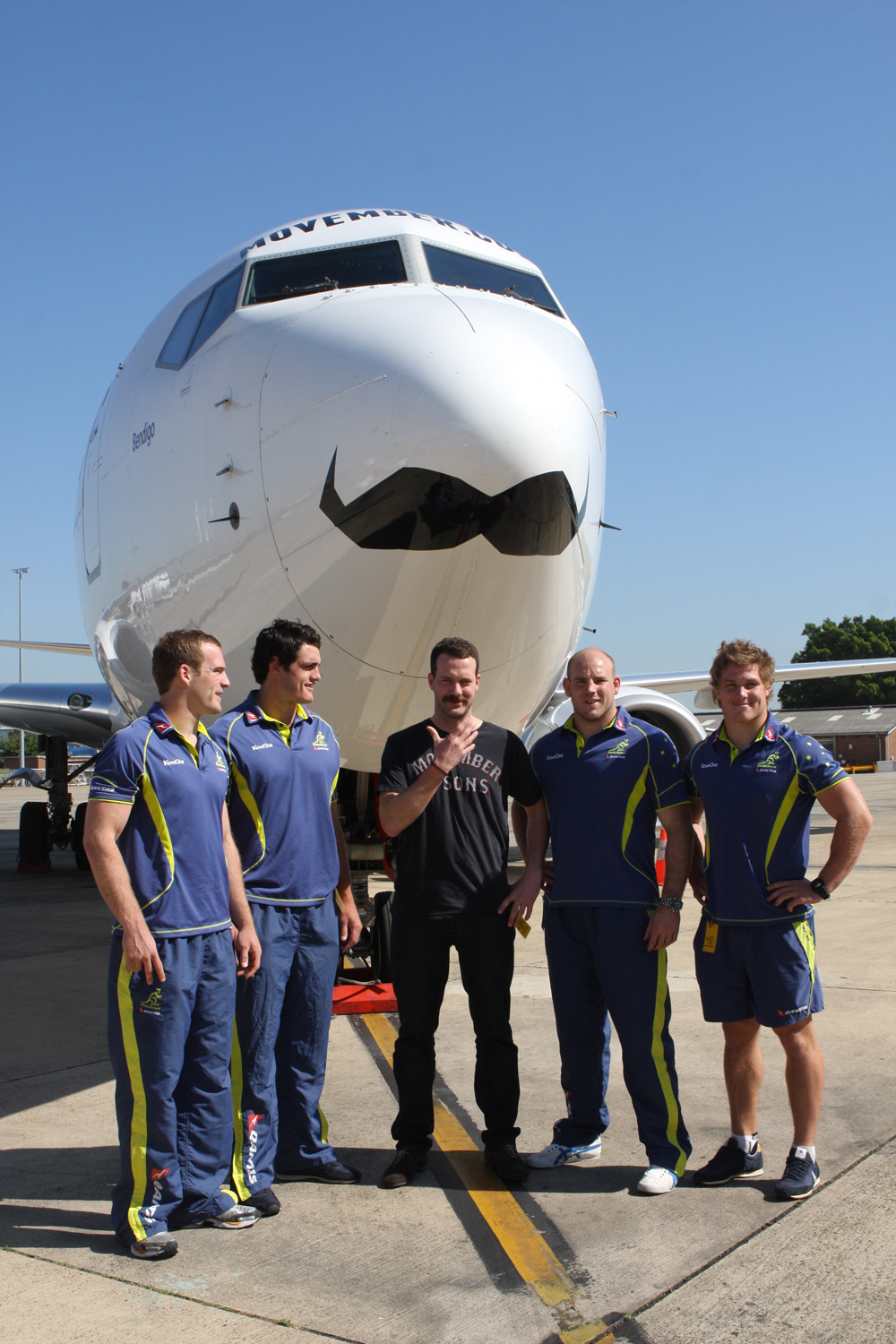
ラグビーオーストラリア代表のメンバーが、2011年のモーベンバーの時期にプロモーションとして装飾されたボーイング737-800機の除幕式の場にいるところ

2011年、グーグルクロームがモーベンバーと組んでビデオを制作した。ビデオには実際の参加者たちが登場し、どのようにして彼らがウェブとMovember.comを利用して一般の注目を高め、募金を集めているかを紹介した。このビデオは110万ビュー以上の閲覧を記録した。このビデオでは、Handsome Fursの歌『Repatriated』を取り上げていた。
2010年と2011年には、モーベンバーはTOMSと組んで、参加者のための限定版であるモーベンバー・シューズを作った
。
2011年には、カンタス航空がモーベンバーの応援として、所有機のひとつに口髭と「Movember.com」の文字を描いた。
2011年には、シドニーのボンダイビーチに世界最大の砂の城「Mo」が造られた。
2012年のモーベンバーのビデオには、テレビ番組『パークス・アンド・レクリエーション』のスター、ニック・オファーマンが登場し、190万ビューを数えて、同年に最も視聴されたチャリティビデオの上位10作のひとつとなった。オファーマンは2013年のモーベンバーでも追加で寸劇を演じた。
2012年以来、ロイヤルメールがモーベンバーキャンペーンを応援し、口髭のデザインを施した特別の切手を製造した。
2013年の11月、英国のナショナル・トラストが、英国最大の石灰岩のヒルフィギュアであるサーンアバスの巨人に一時的に巨大な草の口髭を取り付けることに許可を出した。背丈55メートルの巨人に付けられた髭は、設置者によると幅19メートル（39フィート）で奥行き3メートル（10フィート）とされたが、ナショナル・トラストとBBCの両者は36フィート×9フィート（11.0×2.7メートル）と報告した。

## チャリティ
2004年より、モーベンバー財団慈善は、モーベンバーをオーストラリアとニュージーランドにおける男性の健康問題についての注意を喚起することと基金を募ることに利用している。収益は、豪州前立腺癌財団、ニュージーランド癌協会およびメンタルヘルス財団、ビヨンド・ブルー (en:Beyond Blue)に送られる。
2007年、財団はカナダ（得られた基金はProstate Cancer Research Foundation of Canadaに行く）、スペイン(FEFOC)、英国のプロテスト・カンサーUK、および米国（Prostate Cancer Foundationおよびリブストロング財団）にてキャンペーンを立ち上げた。米国では、モーベンバーの男性のヘルスパートナーはProstate Cancer Foundationとリブストロング財団である.。
2008年、モーベンバー財団はアイルランドでイベントを開始した。同国で収益を受け取るのは、Irish Cancer Society の発起者のAction Prostate Cancerである。
財団とはかかわりのないモーベンバーイベントが、"MOvember Committee"によりケイマン諸島で2006年から開催されている。このイベントはCML Offshore Recruitmentが後援し、ケイマン諸島癌協会への寄付金を募っている。

## ビデオゲーム
『en:Football Manager 2015』では、11月の時期になると選手たちが口髭を立てる。
『FIFA 14 Ultimate Team』には「モーベンバー・カップ」が登場する
。 
ソニーは、モーベンバーを応援する意味で、DUALSHOCK 4の前面に貼りつけられるような口髭型のシールを発売した。
2012年の11月には、Google Chromeのウェブアプリとして、モーベンバーをテーマにしたゲームが4作リリースされた。
Warframeも2015年にモーベンバースペシャル版をリリースした。毎週新しい口髭が出てプレイヤーが自分のフレームに取り付けられるものである。

## プログラム
モーベンバー財団は、男性の健康に関わるプロジェクトを世界中で1200以上立ち上げている。以下のようなものが挙げられる。
- TrueNTH[47]
- TrueNTH Testicular Cancer[48]
- Making Connections[49]
- Farmstrong[50]
- Ahead of the Game[51]
- IRONMAN[52]
- PCF Challenge Awards[53]

## 大衆文化
何年にもわたって、多くのスポーツ選手や有名人らがモーベンバーへの注目を高めるのに協力している。ケビン・ラブやジャッキー・リーなどが挙げられる。

## 類似のイベント

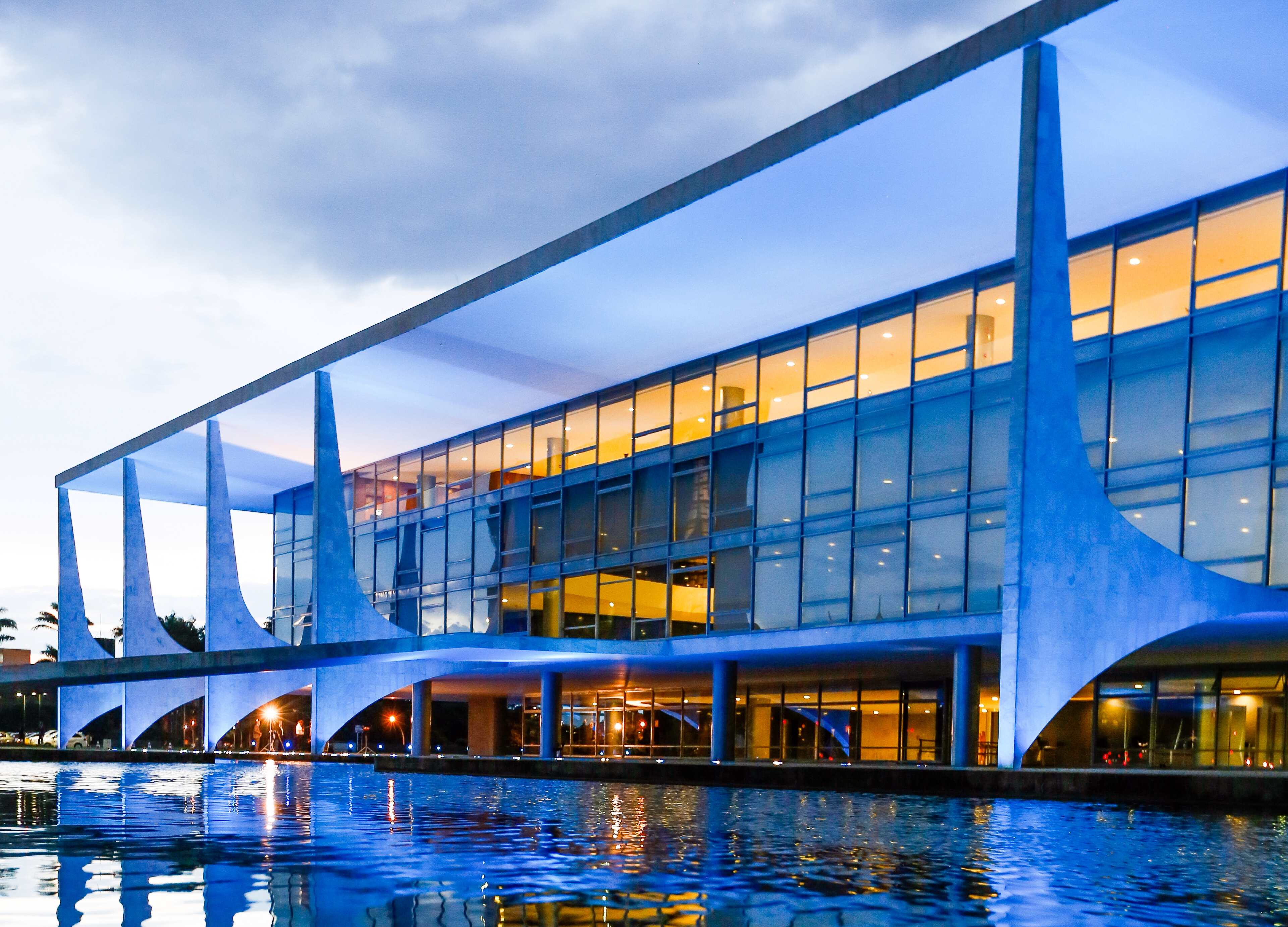
ブラジル大統領の執務室であるプラナウト宮、モーベンバー期間のイベントのひとつ「ブルー・モーベンバー」でライトアップされている

- ベトナム戦争の時期から、アメリカ空軍の兵士たちはMustache Marchに参加していた。これは、航空兵が髭の取り締まりに対して温和に反駁するために、3月になると口髭を立てるものである。
- 2015年に、ディッセンビアード (Decembeard)というイベントが、大腸癌への注目を喚起するために行われた[56]。